# Memphis (mytologi)
För andra betydelser, se Memphis.
Memphis (grekiska: Μεμφις) var en najadnymf i grekisk mytologi. Hon bodde i källan eller fontänen i den Egyptiska staden Memfis. Hon var dotter till flodguden Neilos.
Memphis gifte sig med Epaphos som grundade den egyptiska staden som bar hennes namn. Tillsammans fick de dottern Libya.